# Människor helt utan betydelse (film)
Människor helt utan betydelse är en halvtimmeslång svensk dramafilm från 2011, som baseras Johan Klings bok med samma titel. Regissör och manusförfattare är Gustaf Skarsgård. Joel Spira spelar huvudpersonen Magnus. 
Filmens huvudperson är Magnus, som är en person utan karriär, som försöker överleva i en värld där karriär och status betyder allt. Han får allt svårare att förstå varför hans älskade Josefin skall välja honom. Filmen handlar om en dag i hans liv, där han får möta förnedringar på löpande band. Filmen tävlade i Göteborgs filmfestival 2011. 

## Rollista
Rollista enligt imdb
- Joel Spira - Magnus
- Malin Crépin - Josefin
- Christopher Wagelin - Paul
- Christian Wennberg - Andreas Beckholdt
- Peter Eggers -   Manne
- Adam Pålsson - Dino
- Magnus Krepper - Staffan
- Yasmine Garbi - Anki
- Lars Bringås - Pontus
- Jennie Silfverhjelm - Mikaela
- Henrik Norlén  - Tomas
- Magnus Roosmann - Tobias
- Lode Kuylenstierna - Tedde
- Vera Vitali - Natalie
- Margareta Pettersson -  Passdam